# Понтіда
Понтіда (італ. Pontida) — муніципалітет в Італії, у регіоні Ломбардія,  провінція Бергамо.
Понтіда розташована на відстані близько 490 км на північний захід від Рима, 39 км на північний схід від Мілана, 14 км на захід від Бергамо.
Населення — 3269 осіб (2014).

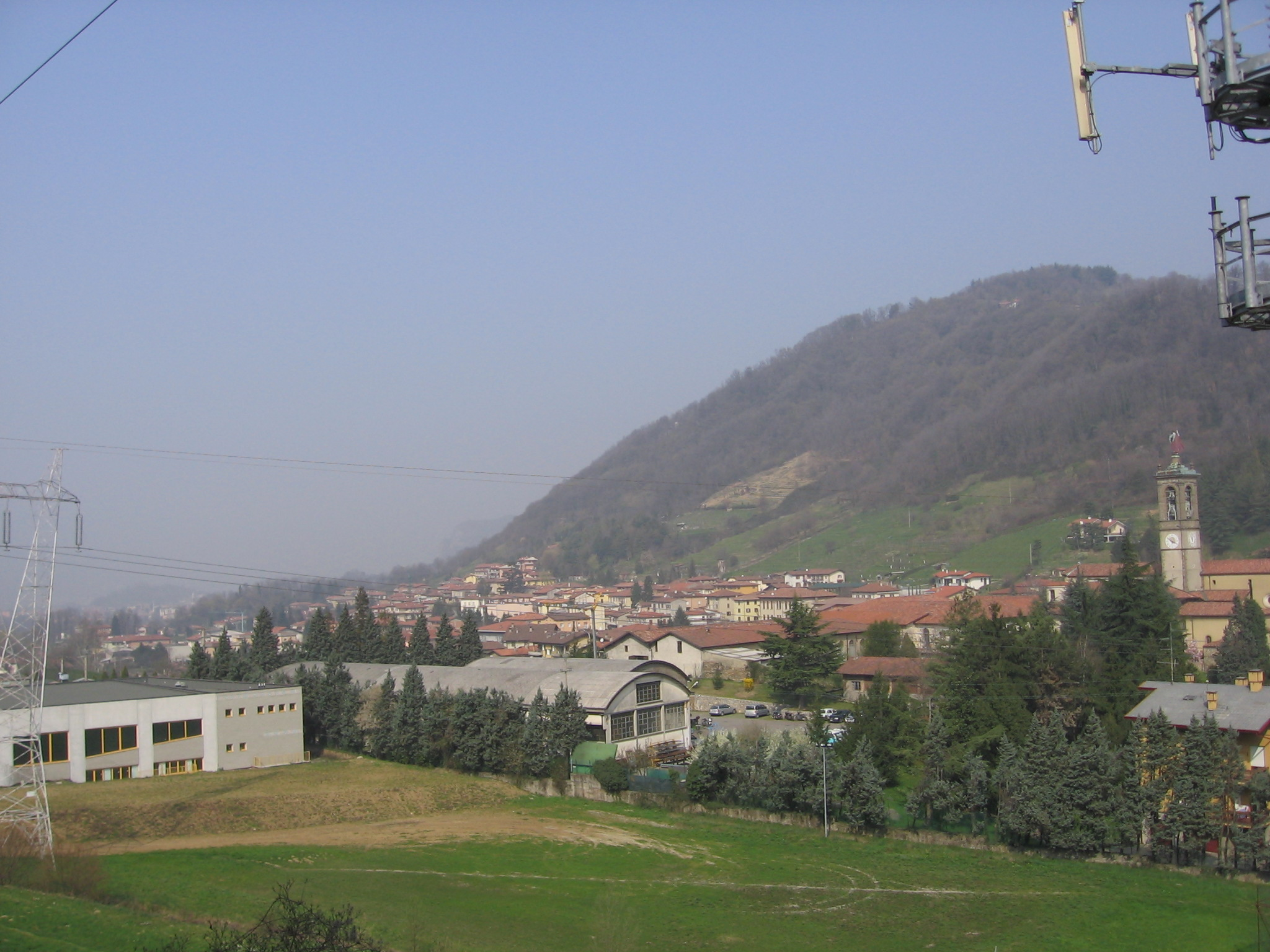

Щорічний фестиваль відбувається 25 липня. Покровитель — San Giacomo Maggiore.

## Демографія
Населення за роками:

Станом на 1 січня 2023 року в муніципалітеті офіційно проживали 274 іноземці з 39 країн, серед них 43 громадяни країн Євросоюзу та 10 громадян України.

## Сусідні муніципалітети
- Амбівере
- Бривіо
- Калько
- Каприно-Бергамаско
- Карвіко
- Чизано-Бергамаско
- Палаццаго
- Сотто-іль-Монте-Джованні-XXIII
- Вілла-д'Адда